# Raismes

Raismes este o comună în departamentul Nord, Franța. În 1 ianuarie 2022 avea o populație de 12.140 de locuitori.